# Pantón
Pantón ist eine spanische Gemeinde (Concello) mit 2.340 Einwohnern (Stand: 2024) in der Provinz Lugo der Autonomen Gemeinschaft Galicien.

## Geografie
Pantón liegt am südwestlichen Rand der Provinz Lugo an der Grenze zur Nachbarprovinz Ourense, ca. 55 Kilometer südlich der Provinzhauptstadt Lugo.
Umgeben wird Pantón von den sieben Nachbargemeinden:
| Chantada           | O Saviñao                                   |                   |
| Carballedo         | Kompassrose, die auf Nachbargemeinden zeigt | Monforte de Lemos |
| A Peroxa (Ourense) | Nogueira de Ramuín (Ourense)                | Sober             |

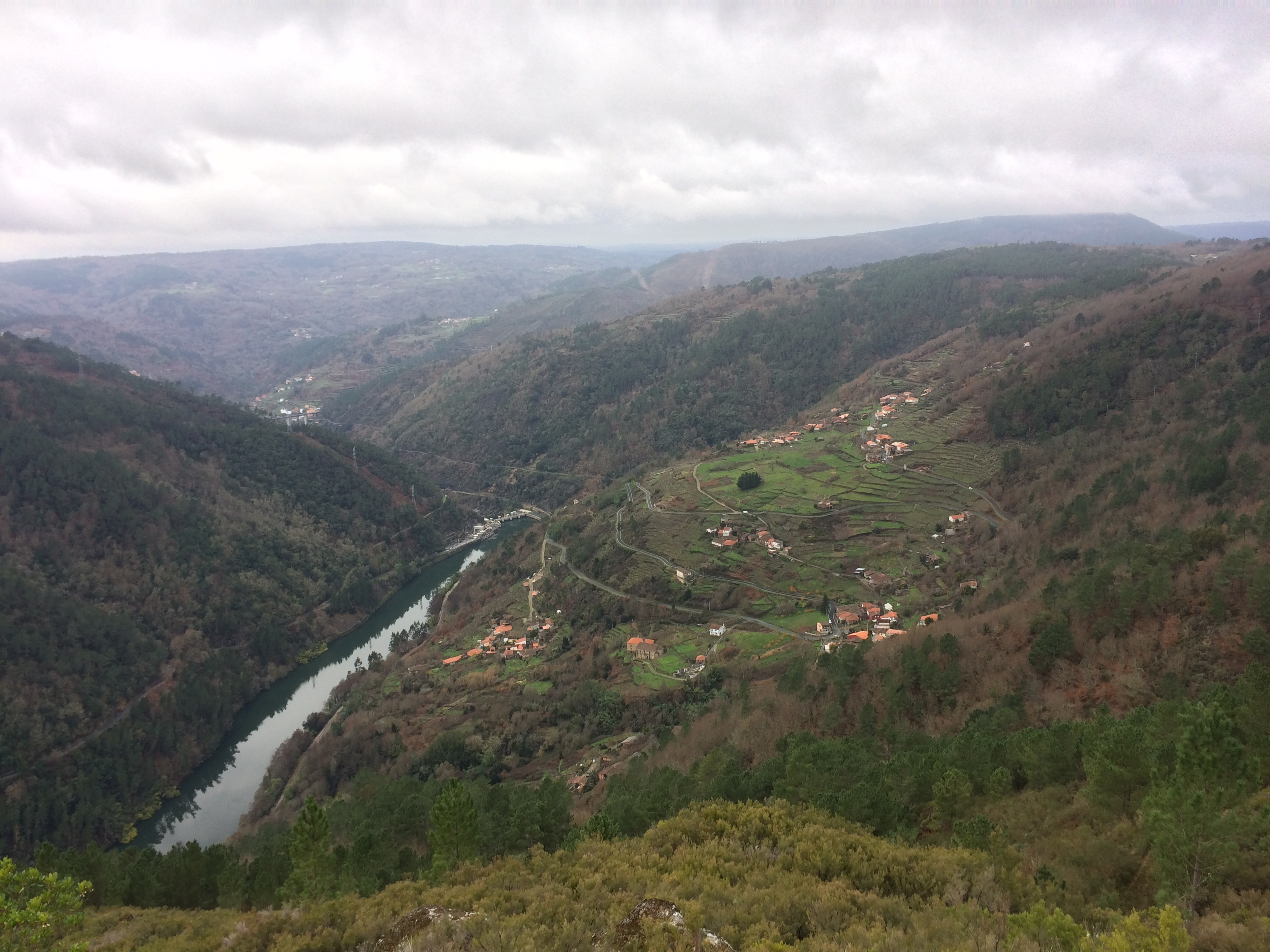
Blick auf die Parroquia Pombeiro und den Fluss Sil

Die Gemeinde liegt in der sogenannten „Ribeira Sacra Lucense“ (deutsch Heiliges Ufer von Lugo). Ihre natürlichen Grenzen sind von den Flüssen Miño, Cabe und Sil gekennzeichnet, die sie zum „Mesopotamien“ Galiziens machen.
Das Relief des Gemeindegebiets ist im Westteil hügelig mit dem Eirexe (670 m) und den Erhebungen Monte de San Paio (686 m) und Pena Pombeira (703 m) in den Montes de San Paio im Süden der Gemeinde. Im Ostteil werden die Erhebungen flacher.

## Klima
|                        | Jan | Feb  | Mär  | Apr  | Mai  | Jun  | Jul  | Aug  | Sep  | Okt  | Nov  | Dez  |   |      |
| Mittl. Temperatur (°C) | 5,7 | 6,1  | 8,5  | 10,5 | 13,4 | 17,1 | 18,9 | 19,3 | 17,4 | 13,6 | 8,5  | 6,3  | ⌀ | 12,1 |
| Mittl. Tagesmax. (°C)  | 9,5 | 10,6 | 13,4 | 15,4 | 18,4 | 22,4 | 24,6 | 25,2 | 23,1 | 18,2 | 12,3 | 10,2 | ⌀ | 17   |
| Mittl. Tagesmin. (°C)  | 2,3 | 2    | 3,8  | 5,5  | 8,3  | 11,7 | 13,5 | 13,7 | 11,9 | 9,2  | 5,1  | 2,8  | ⌀ | 7,5  |
|                        |     |      |      |      |      |      |      |      |      |      |      |      |   |      |
| Niederschlag (mm)      | 128 | 96   | 101  | 108  | 94   | 61   | 36   | 40   | 67   | 133  | 141  | 133  | Σ | 1138 |
|                        |     |      |      |      |      |      |      |      |      |      |      |      |   |      |
| Sonnenstunden (h/d)    | 3,8 | 4,8  | 5,9  | 6,7  | 7,9  | 8,8  | 9,0  | 9,0  | 8,2  | 6,2  | 4,1  | 4,0  | ⌀ | 6,5  |
|                        |     |      |      |      |      |      |      |      |      |      |      |      |   |      |
| Regentage (d)          | 10  | 9    | 9    | 11   | 10   | 7    | 5    | 5    | 7    | 10   | 11   | 10   | Σ | 104  |
|                        |     |      |      |      |      |      |      |      |      |      |      |      |   |      |
| Luftfeuchtigkeit (%)   | 86  | 82   | 78   | 78   | 77   | 73   | 70   | 68   | 70   | 79   | 85   | 85   | ⌀ | 77,6 |

| 2,3 |

| 2 |

| 3,8 |

| 5,5 |

| 8,3 |

| 11,7 |

| 13,5 |

| 13,7 |

| 11,9 |

| 9,2 |

| 5,1 |

| 2,8 |

| 2,3 |

| 2 |

| 3,8 |

| 5,5 |

| 8,3 |

| 11,7 |

| 13,5 |

| 13,7 |

| 11,9 |

| 9,2 |

| 5,1 |

| 2,8 |

Das Klima zeichnet sich durch mäßig warme Sommer und relativ milde Winter aus. Fast die Hälfte der Niederschläge fällt in den Monaten Oktober bis Januar. Luftfeuchtigkeit, Niederschlagsmengen und Anzahl der Regentage pro Monat nehmen in den Sommermonaten Juni bis September deutlich ab.

## Bevölkerungsentwicklung der Gemeinde
Nach einem Anwachsen der Gemeindegröße auf fast 13.000 Einwohner um 1900 sank die Zahl der Bevölkerung stetig bis unter 2500.
| Männer | Alterstufe | Frauen |
| ------ | ---------- | ------ |
| 3      | 100+       | 8      |
| 3      | 95–99      | 21     |
| 42     | 90–94      | 55     |
| 82     | 85–89      | 92     |
| 87     | 80–84      | 101    |
| 109    | 75–79      | 121    |
| 107    | 70–74      | 125    |
| 104    | 65–69      | 97     |
| 93     | 60–64      | 92     |
| 88     | 55–59      | 71     |
| 62     | 50–54      | 80     |
| 79     | 45–49      | 60     |
| 72     | 40–44      | 57     |
| 64     | 35–39      | 39     |
| 55     | 30–34      | 58     |
| 41     | 25–29      | 34     |
| 19     | 20–24      | 25     |
| 28     | 15–19      | 25     |
| 27     | 10–14      | 24     |
| 14     | 5–9        | 24     |
| 26     | 0–4        | 15     |

Am 1. Januar 2021 waren ca. 45 % der Bevölkerung (48 % der Männer, 42 % der Frauen) im erwerbsfähigen Alter (20–64), während dieser Wert für ganz Spanien ca. 61 % betrug.
Die erhebliche Überalterung der Bevölkerung der Gemeinde zeigt folgende Tabelle, bei der das Verhältnis von Gruppen von älteren Personen mit Gruppen von Personen der jüngeren Generation verglichen wird:
| Alter | Anzahl Personen | Alter | Anzahl Personen | Provinz | Galicien | Spanien |
| ----- | --------------- | ----- | --------------- | ------- | -------- | ------- |
| 60–64 | 100             | 20–24 | 24              | 49      | 58       | 79      |
| 55–59 | 100             | 15–19 | 33              | 45      | 57       | 71      |
| 50–54 | 100             | 10–14 | 36              | 47      | 56       | 68      |

## Gemeindegliederung
Die Gemeinde Pantón ist in 26 Parroquias gegliedert:
| Parroquias               | Patrozinium  | Einwohner 2024 | Fläche km² | Dichte Einw./km² | Höhe msnm | Ortskennzahl |
| ------------------------ | ------------ | -------------- | ---------- | ---------------- | --------- | ------------ |
| Acedre                   | San Romao    | 64             | 5,53       | 12               | 413       | 27041010000  |
| Atán                     | Santo Estevo | 76             | 9,51       | 8                | 345       | 27041020000  |
| Cangas                   | Santiago     | 52             | 5,48       | 9                | 330       | 27041040000  |
| Castillón                | Santiago     | 64             | 4,58       | 14               | 543       | 27041060000  |
| Deade                    | San Vicente  | 43             | 2,42       | 18               | 418       | 27041070000  |
| Eiré                     | San Xulián   | 208            | 14,79      | 14               | 527       | 27041080000  |
| Espasantes               | Santo Estevo | 93             | 2,18       | 43               | 219       | 27041090000  |
| Ferreira de Pantón       | Santa María  | 547            | 4,38       | 125              | 434       | 27041100000  |
| Frontón                  | San Xoán     | 61             | 8,59       | 7                | 566       | 27041110000  |
| Mañente                  | San Mamede   | 80             | 3,36       | 24               | 288       | 27041120000  |
| Moreda                   | San Romao    | 55             | 3,20       | 17               | 404       | 27041140000  |
| Pantón                   | San Martiño  | 102            | 4,52       | 23               | 373       | 27041150000  |
| Pombeiro                 | San Vicente  | 141            | 18,15      | 8                | 288       | 27041160000  |
| Ribeiras de Miño         | Santo André  | 42             | 3,61       | 12               | 408       | 27041170000  |
| San Fiz de Cangas        | San Fiz      | 97             | 3,89       | 25               | 486       | 27041030000  |
| San Vicente de Castillón | San Vicente  | 130            | 5,79       | 22               | 557       | 27041050000  |
| Santalla de Toiriz       | Santalla     | 60             | 3,98       | 15               | 508       | 27041240000  |
| Santo Estevo do Mato     | Santo Estevo | 56             | 3,35       | 17               | 0         | 27041130000  |
| Següín                   | Santo André  | 40             | 3,57       | 11               | 493       | 27041180000  |
| Serode                   | San Xulián   | 13             | 1,93       | 7                | 484       | 27041190000  |
| Siós                     | San Martiño  | 45             | 1,54       | 29               | 343       | 27041200000  |
| Toldaos                  | San Xoán     | 48             | 3,75       | 13               | 338       | 27041210000  |
| Tribás                   | San Martiño  | 41             | 3,79       | 11               | 526       | 27041220000  |
| Toiriz                   | Santa María  | 148            | 9,57       | 15               | 507       | 27041230000  |
| Vilamelle                | San Cibrao   | 43             | 2,82       | 15               | 312       | 27041250000  |
| Vilar de Ortelle         | Santiago     | 74             | 8,98       | 8                | 641       | 27041260000  |

Der Hauptort der Gemeinde, O Castro de Ferreira, befindet sich in der Parroquia Pantón im Zentrum des Gemeindegebiets.

## Jakobsweg
Durch Pantón führt der Jakobsweg mit der Variante „Camino de Invierno“ von Monforte de Lemos kommend und nach Chantada fortsetzend.

## Sehenswürdigkeiten
Die romanischen Kirchen von Pantón gehörten zu Klöstern, die ihren Ursprung im Mittelalter haben. Die geografische Lage dieser Gemeinde, die von den Flüssen Cabe, Miño und Sil bewässert wird, bevorzugte religiösen Siedlungen in ihrem Territorium. Sie sind meistens klein, aber sie beherbergen einen großen Reichtum an Skulpturen und Wandgemälden.
Von allen mittelalterlichen Klöstern ist nur noch das Zisterzienserkloster Divino Salvador de Ferreira bewohnt.

### Zisterzienserkloster Divino Salvador
Seine Mönche befolgten ursprünglich die Benediktinerregel und wurden Ende des 12. Jahrhunderts in die Zisterzienserordnung integriert. Das Klostergelände ist von hohen Mauern umgeben mit Zugang durch ein breites Tor aus dem 18. Jahrhundert.
Die romanische Klosterkirche aus dem 12. Jahrhundert ist einschiffig mit einer halbrunden Apsis, die mit einer Apsiskalotte gedeckt ist. Der Altarraum ist mit einem Tonnengewölbe gedeckt und birgt zwei Gräber aus dem 15. Jahrhundert von Adeligen der Familie López de Lemos.
Innerhalb und außerhalb der Apsis fällt ihr üppiger skulpturaler Schmuck auf. Kapitelle und Konsolen mit unterschiedlichen Themen und technischer Sorgfalt sind ein klarer Vertreter der romanischen Symbolik. Das Kirchenschiff ist mit einer ursprünglichen Holzkassettendecke aus dem 16. Jahrhundert mit deutlichem Mudéjar-Einfluss bedeckt. Im Inneren sticht das Bild eines gekreuzigten Christus hervor, das im 17. Jahrhundert aus mehrfarbigem Holz gefertigt wurde und zu einem der alten barocken Altarbilder gehört. An die Südwand grenzt eine kleine Kapelle und die der Kirche angebaute Sakristei.
1975 wurde an einem der Fenster in der Nordwand ein polychromes romanisches Holzbild entdeckt, das eine Jungfrau mit dem Jesuskind auf den Knien darstellt. Es ist in einem der Nebengebäude des Klosters neben einer anderen restaurierten romanischen Schnitzerei mit der Darstellung Majestas Domini ausgestellt.
Der Kreuzgang wurde im 16. Jahrhundert im Renaissancestil erbaut. Die Nebengebäude stammen aus dem 18. Jahrhundert. Die Hauptfassade besteht aus zwei Trakten und einem Turm am Nordende, an den sich die Nebengebäude des alten Wohnhauses anschließen.
Das Kloster ist seit 1975 als Bien de Interés Cultural eingetragen.

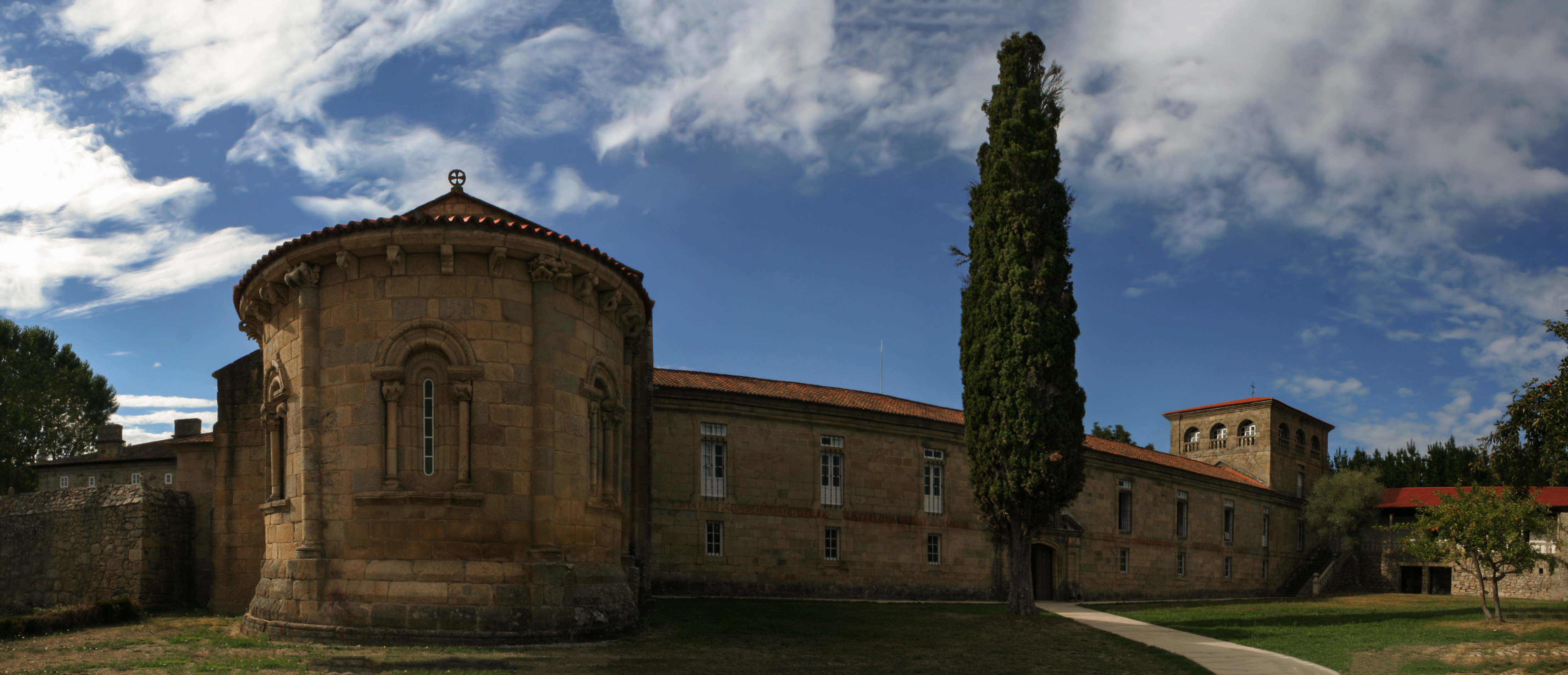
Klosterkirche
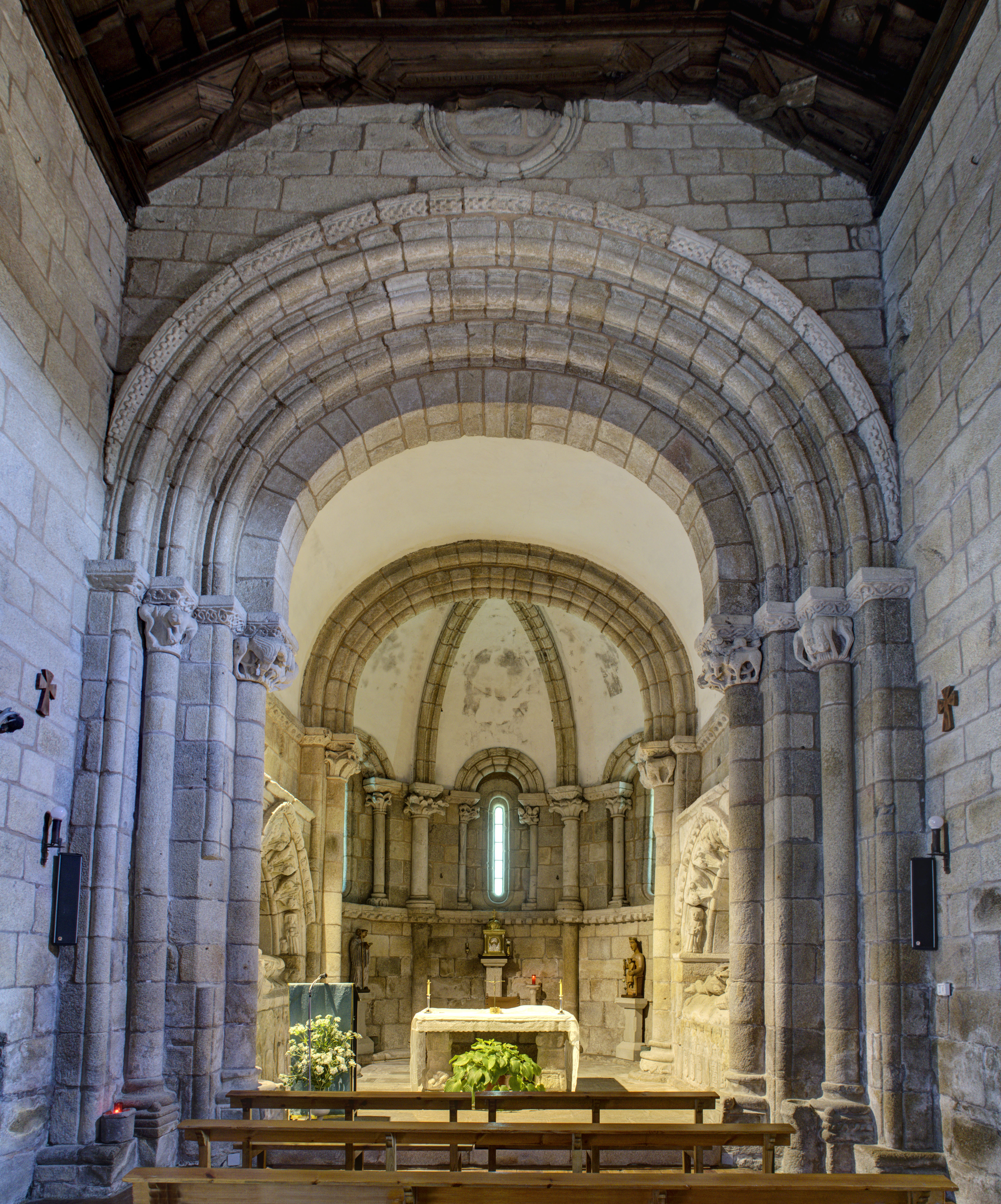
Innenraum mit Blick auf den Altarraum
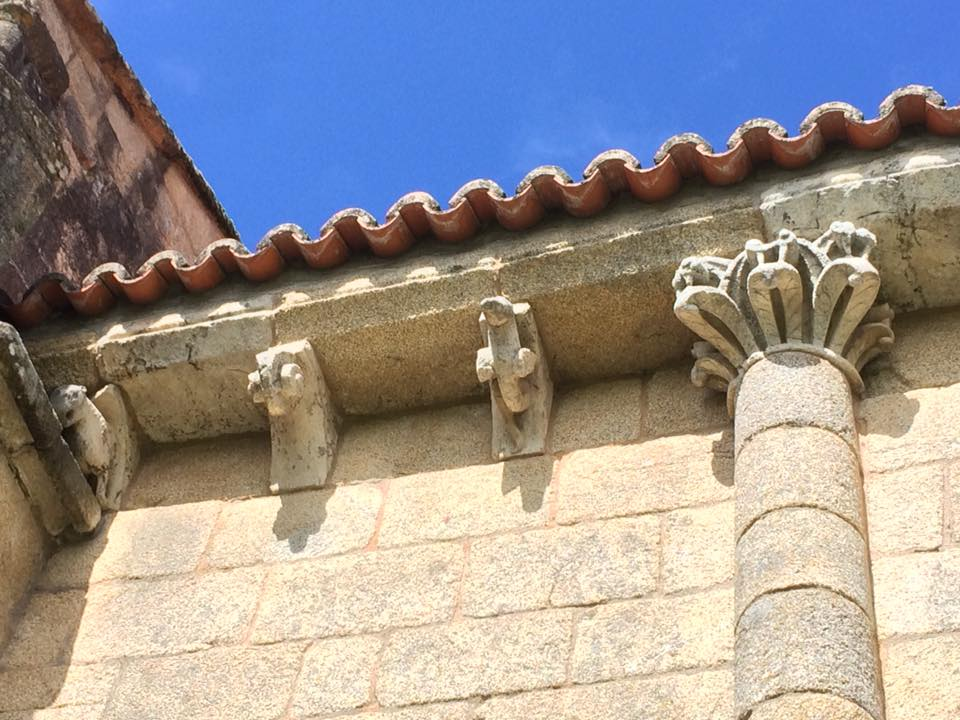
Kapitelle und Konsolen an der Apsis
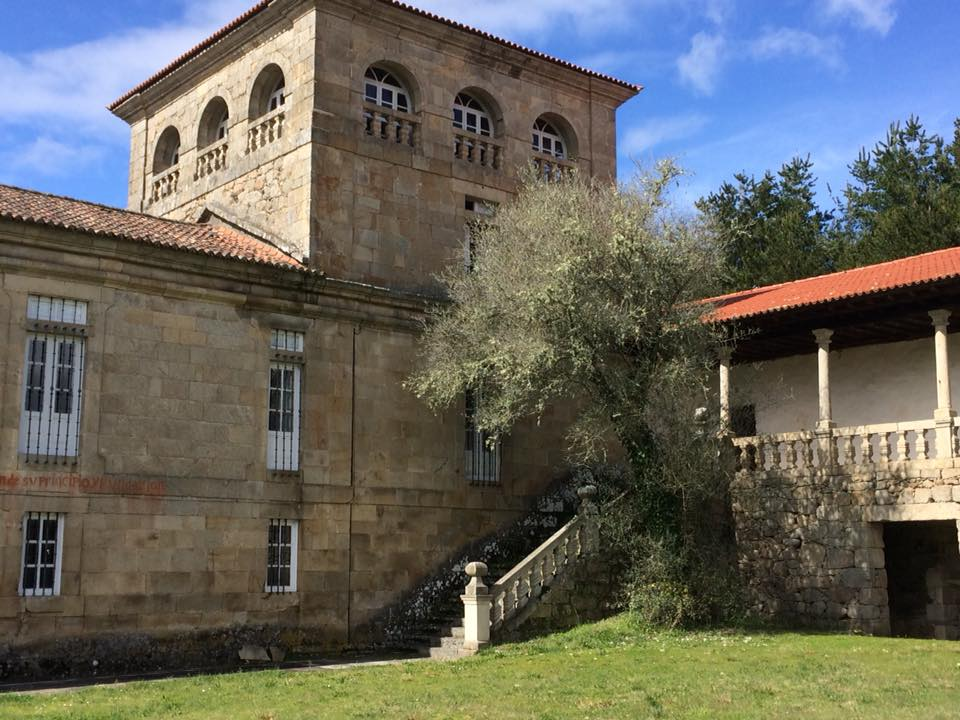
Turm und Unterkünfte
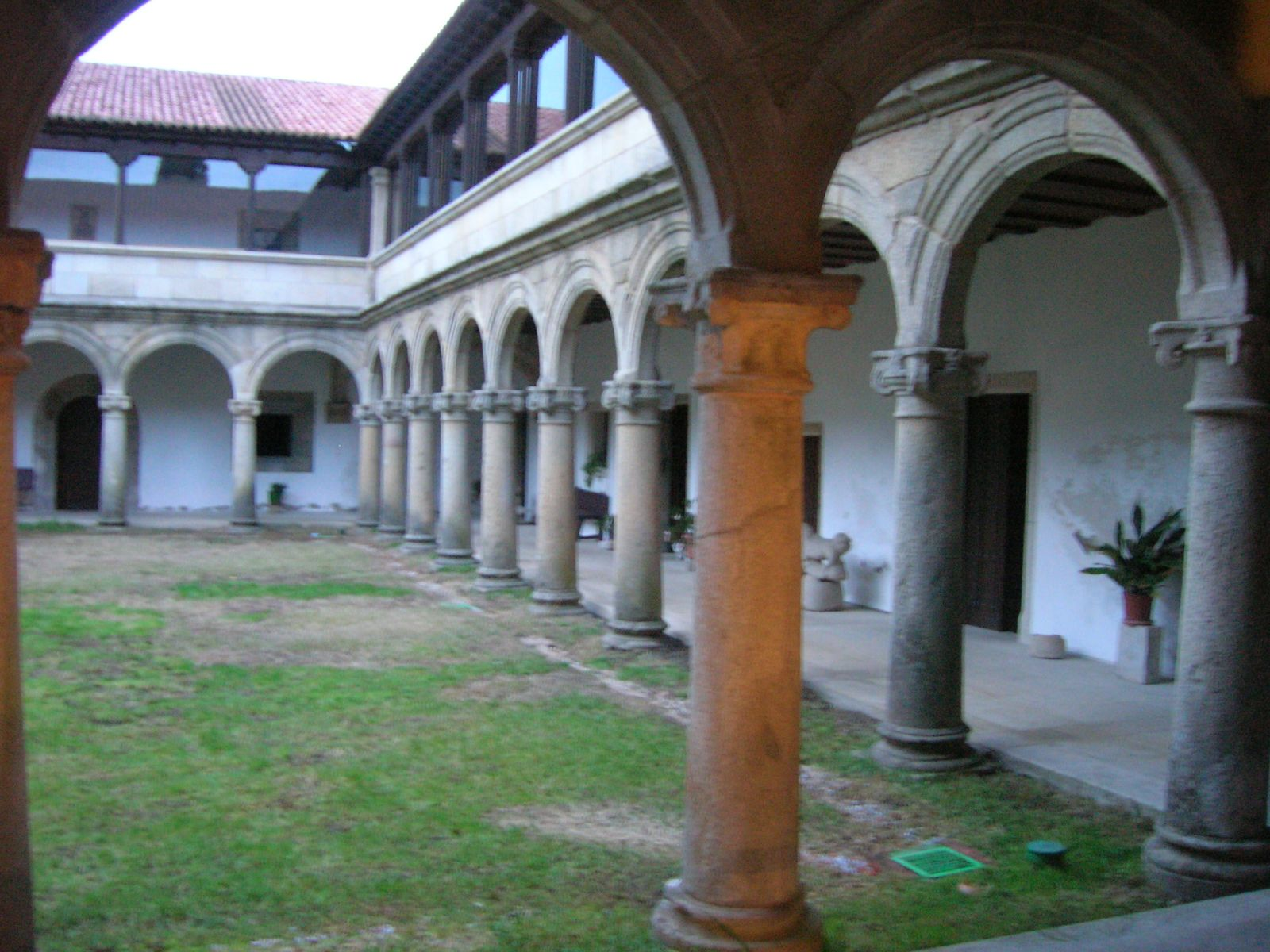
Kreuzgang

Weitere Bilder finden sich auf:

### Ehemalige Klosterkirche San Miguel de Eiré
Sie war Teil eines Frauenklosters des Benediktinerordens, dessen erste Dokumentation aus dem 10. Jahrhundert stammt. Die Äbtissin von Eiré und andere Nonnen aus der Ribeira Sacra führten einen Akt der Rebellion an, indem sie die Schließung ihrer Klöster nicht akzeptierten. Schließlich wurden sie zur Ausreise gezwungen, was das Ende des klösterlichen Lebens in Eiré im 16. Jahrhundert bedeutete.
Die heutige Kirche ist im romanischen Stil im 12. Jahrhundert errichtet worden. Ein im Inneren erhaltenes Fenster mit Hufeisenbögen zeugt allerdings von einem vorromanischen Bau. Die einschiffige Kirche hat ein doppelt geneigtes Holzdach und ein kleines Querschiff, auf dem der Glockenturm steht, der dem Gebäude das Aussehen einer Festung verleiht. Ihre Apsis ist halbkreisförmig mit einer Apsiskalotte, der ein gerader Abschnitt vorausgeht, der mit einem Tonnengewölbe bedeckt ist. An der Nordwand ist eine Grabkapelle angebaut, die zwei Gräber birgt.
San Miguel de Eiré zeichnet sich durch seine vielfältigen Themen in der Dekoration von Kapitellen, Konsolen, dem Nordeingang und dem Taufbecken aus. Es bewahrt Malereien im Gewölbe der Apsis aus dem 15. Jahrhundert. Bis 1890 war sie eine Pfarrkirche. Seit 1964 ist sie ein nationales Denkmal (Bien de Interés Cultural).

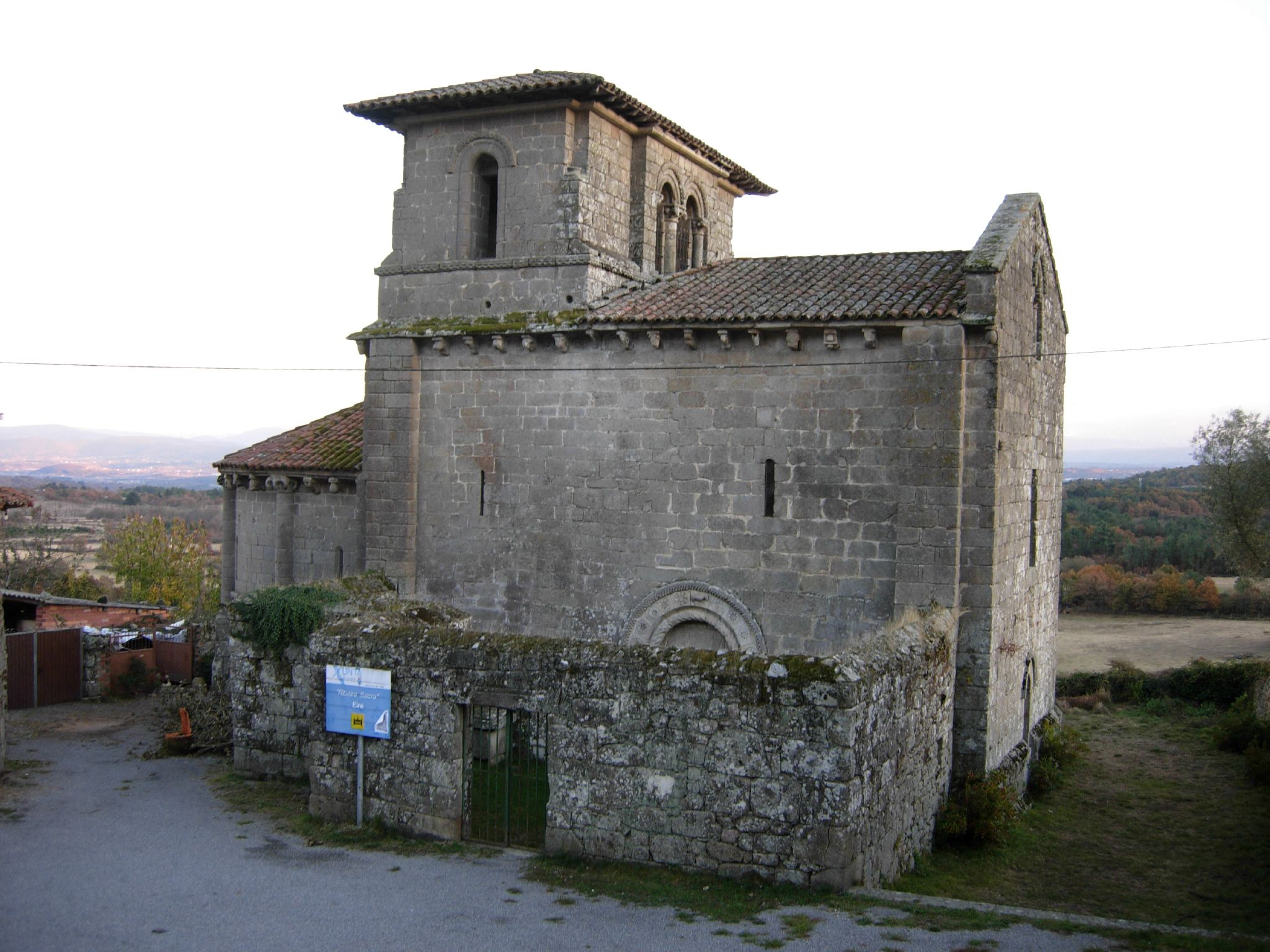
Klosterkirche
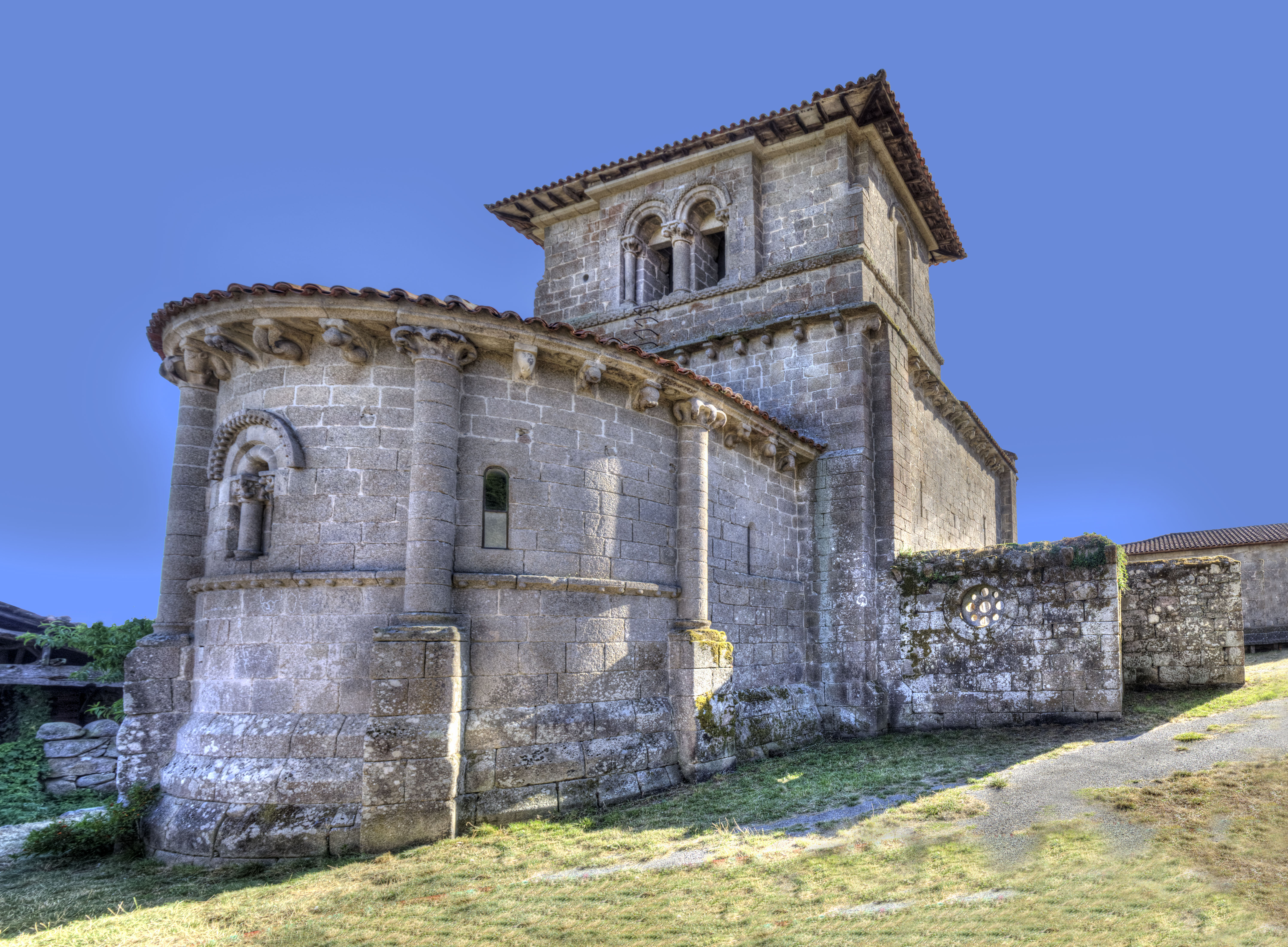
Apsis
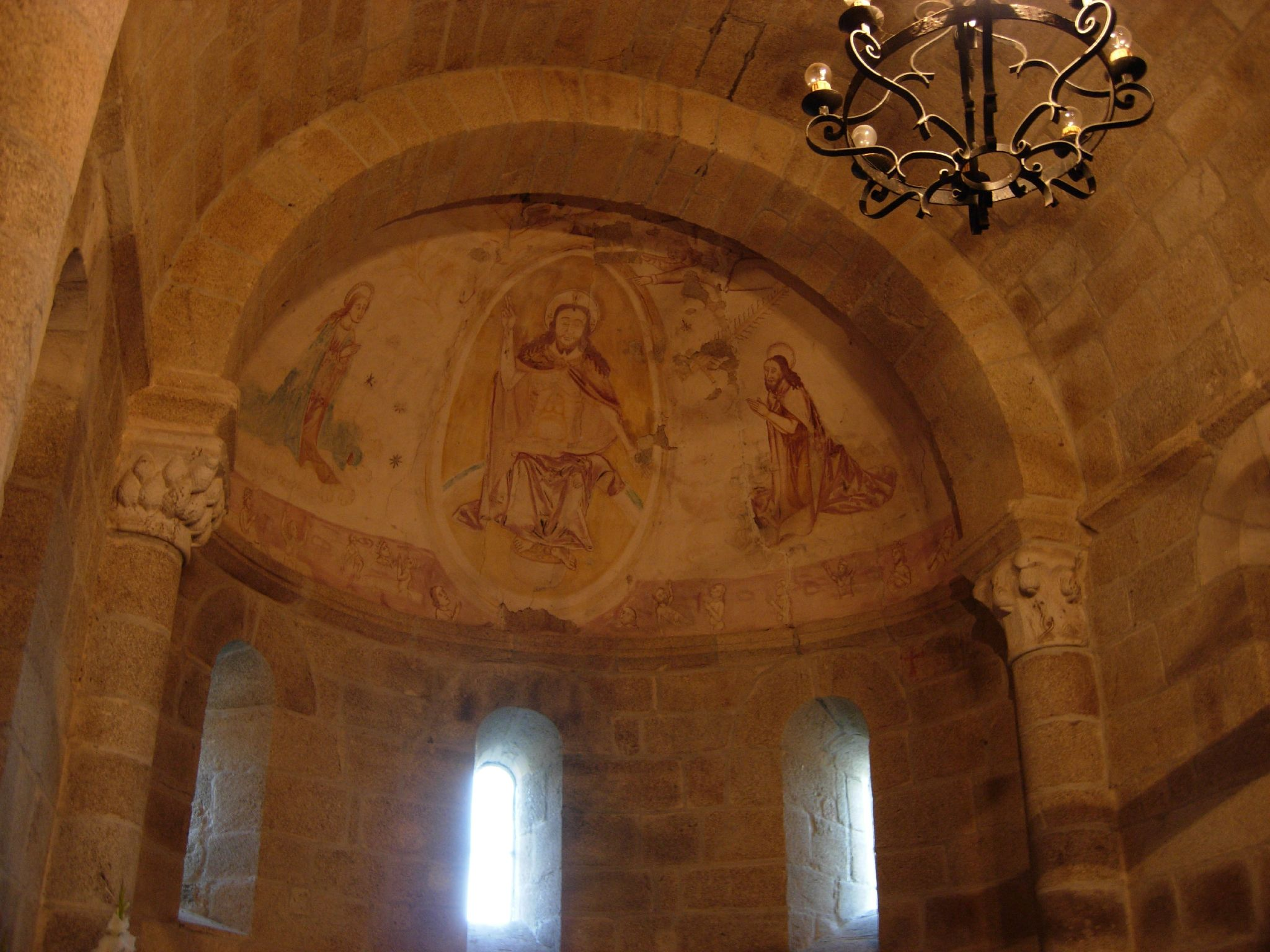
Apsiskalotte
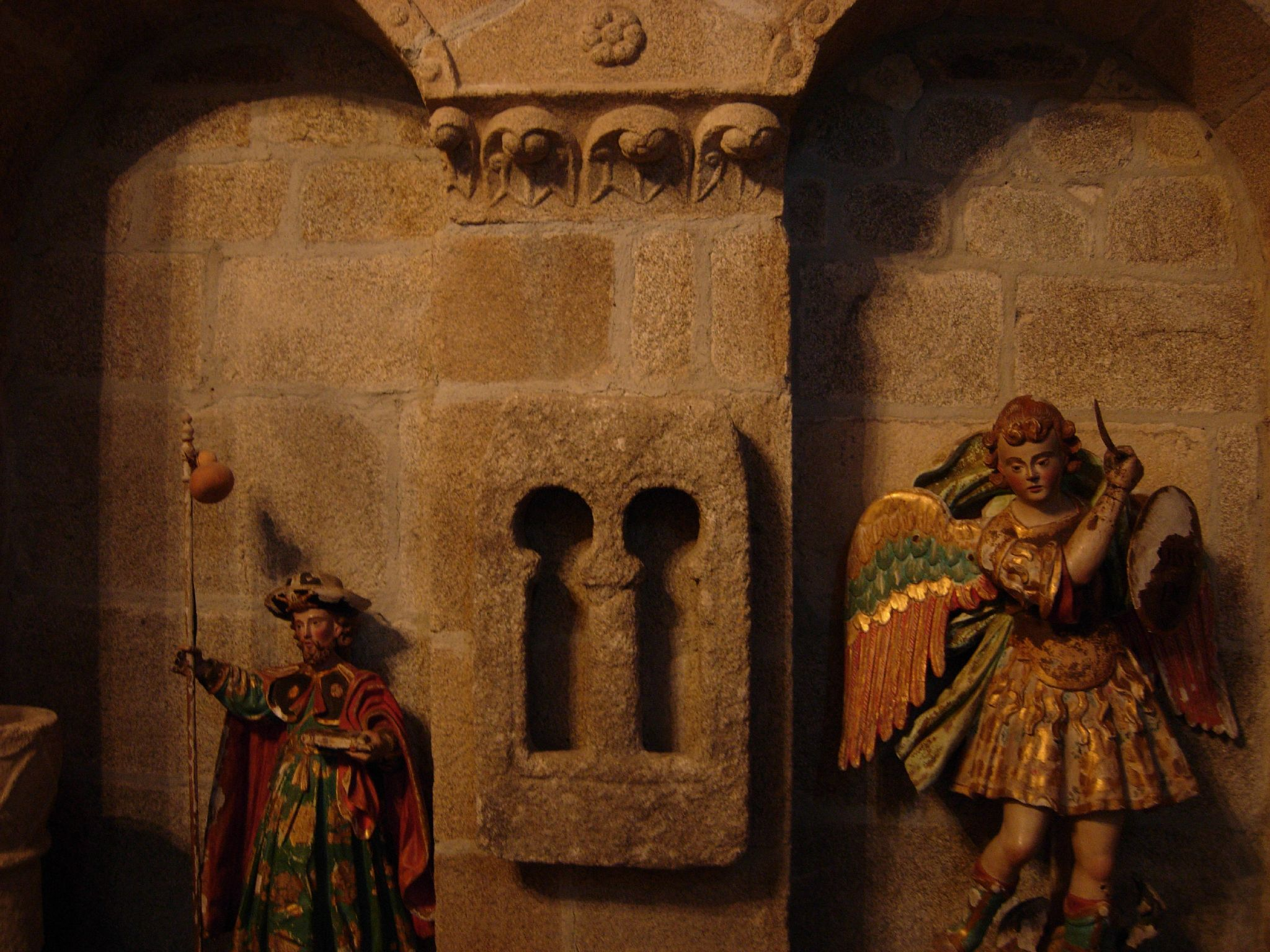
Vorromanisches Fenster

Weitere Bilder finden sich auf:

### Ehemalige Klosterkirche Santo Estevo de Atán
Die Überreste der erhaltenen vorromanischen Bruchsteine, die derzeit im Glockenturm platziert sind, weisen auf ein Vorgängergebäude hin. Die heute erhaltene Kirche wurde zu Beginn des 13. Jahrhunderts erbaut. Sie bewahrt bedeutende Ornamentierung in Form von Konsolen und Kapitellen sowie viele Steinmetzzeichen. Im Inneren sind Wandmalereien aus dem 15. und 16. Jahrhundert erhalten. Die Kirche wurde 1975 zum Nationaldenkmal (Bien de Interés Cultural) erklärt.

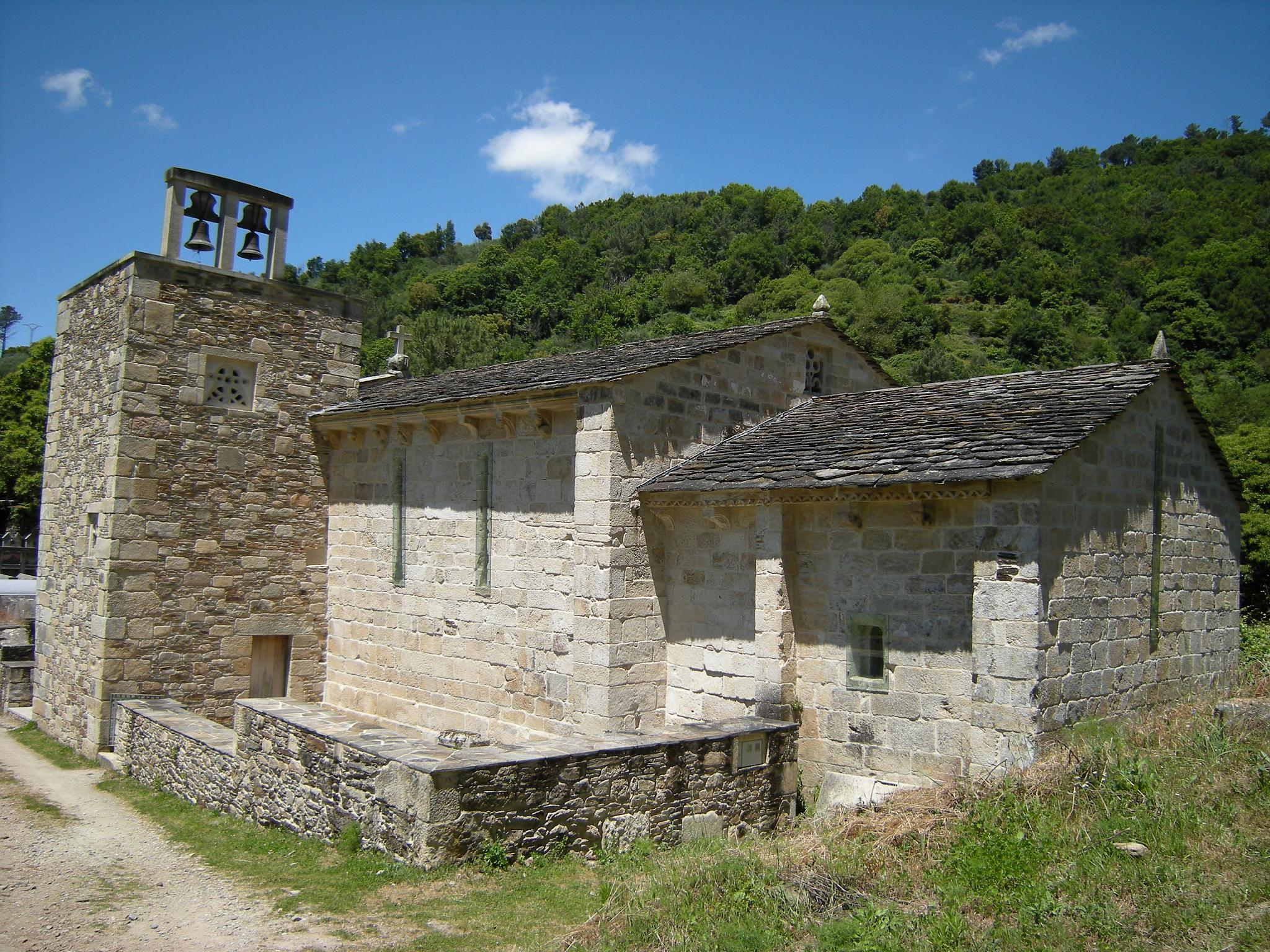
Klosterkirche
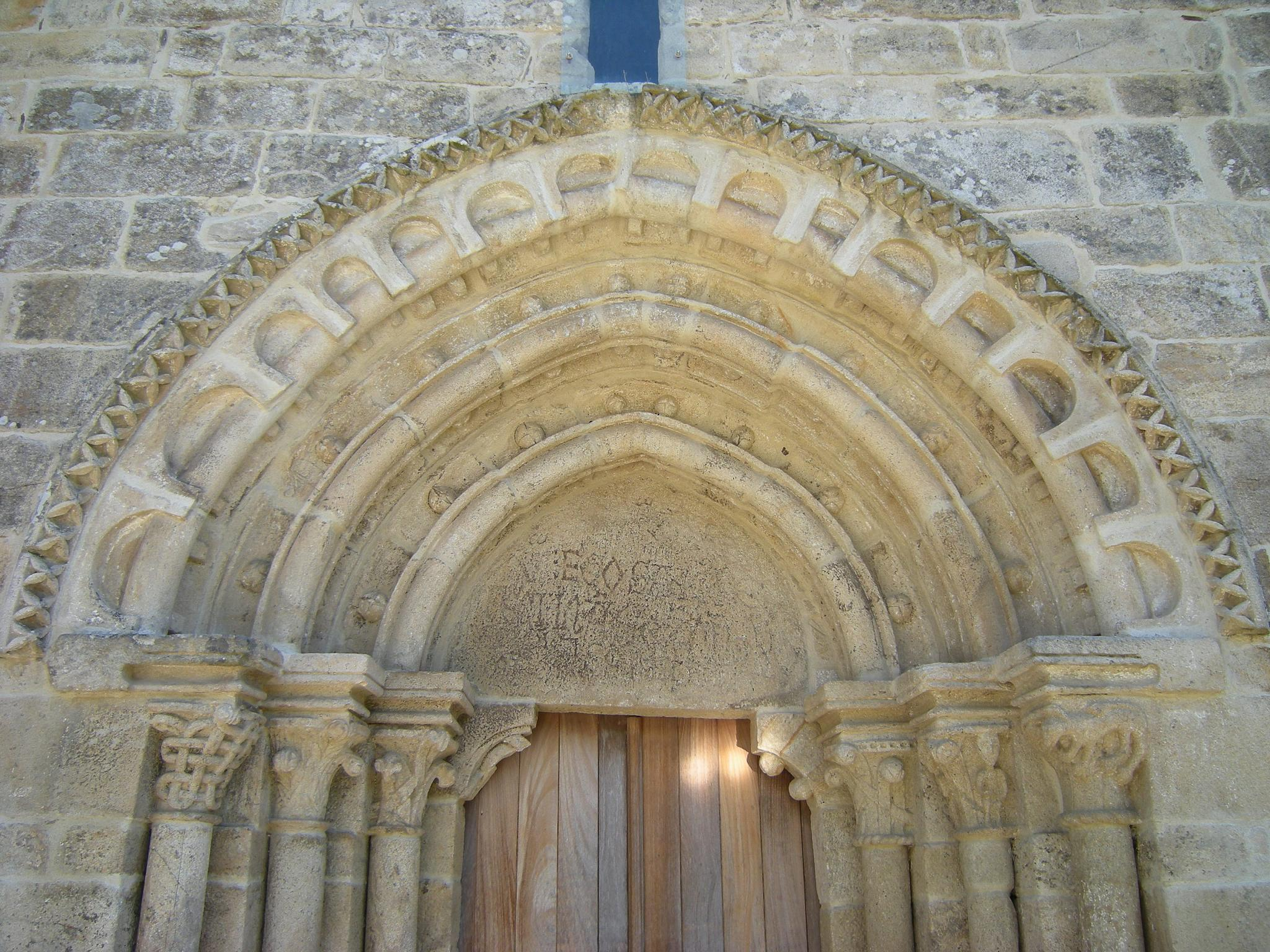
Eingangsportal
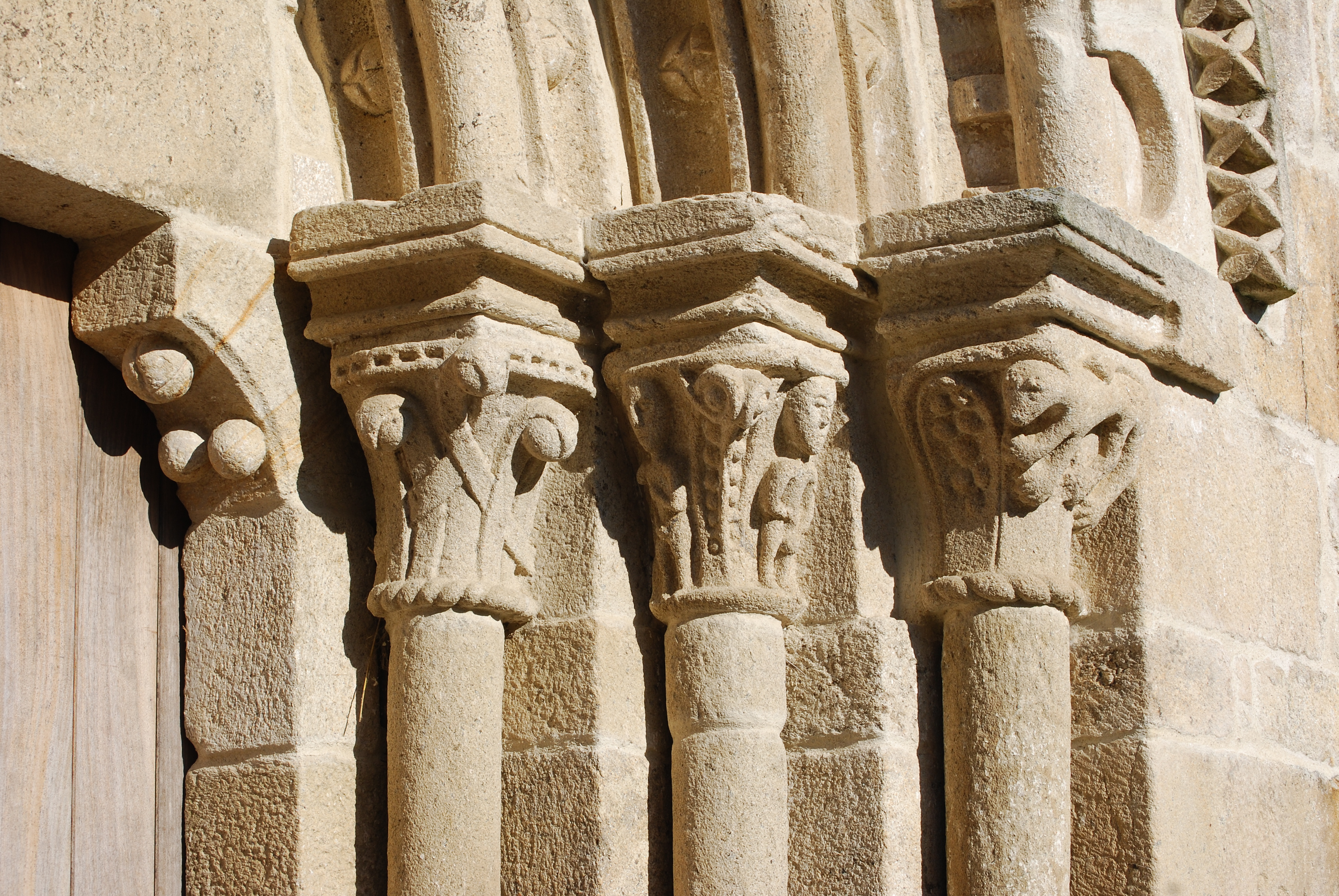
Kapitelle der Säulen am Eingangsportal
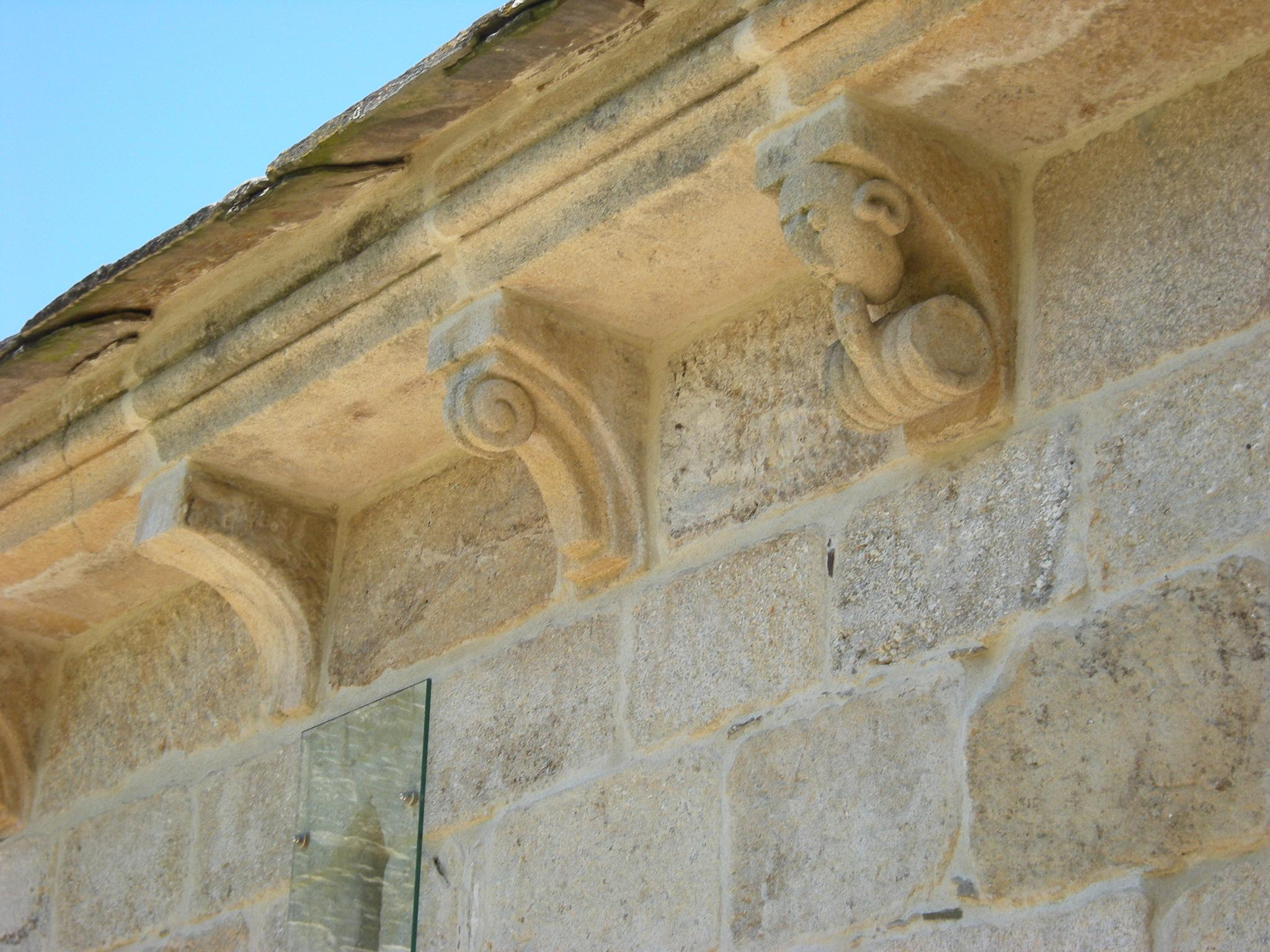
Kragsteine

Viele weitere Bilder finden sich auf:

### Ehemalige Klosterkirche San Vicente de Pombeiro
Die Kirche befindet sich am rechten Ufer des Flusses Sil. Sie gehörte zu einem Benediktinerkloster, das der Cluniazensischen Reformation angegliedert war. Anfang des 16. Jahrhunderts wurde es in das benachbarte Kloster Santo Estevo de Ribas de Sil eingegliedert. Die Kirche aus dem frühen 13. Jahrhundert besitzt einen basilikalen Grundriss mit drei hohen Schiffen, einem Holzdach und einer Apsis mit drei halbkreisförmigen. Sie hat drei Zugangstüren mit Spitzbögen. Die Hauptfassade wird durch einen Glockenturm und ein sorgfältig verziertes Gesims vervollständigt. Im Inneren befinden sich mehrere Altarbilder, darunter ein großes barockes in der Zentralkapelle. Die Wandmalereien stammen aus dem 15. und 16. Jahrhundert. Neben der Kirche befindet sich das im 18. Jahrhundert renovierte Pfarrhaus mit einem Wappen, das mit dem Kloster Santo Estevo de Ribas de Sil zusammenhängt.

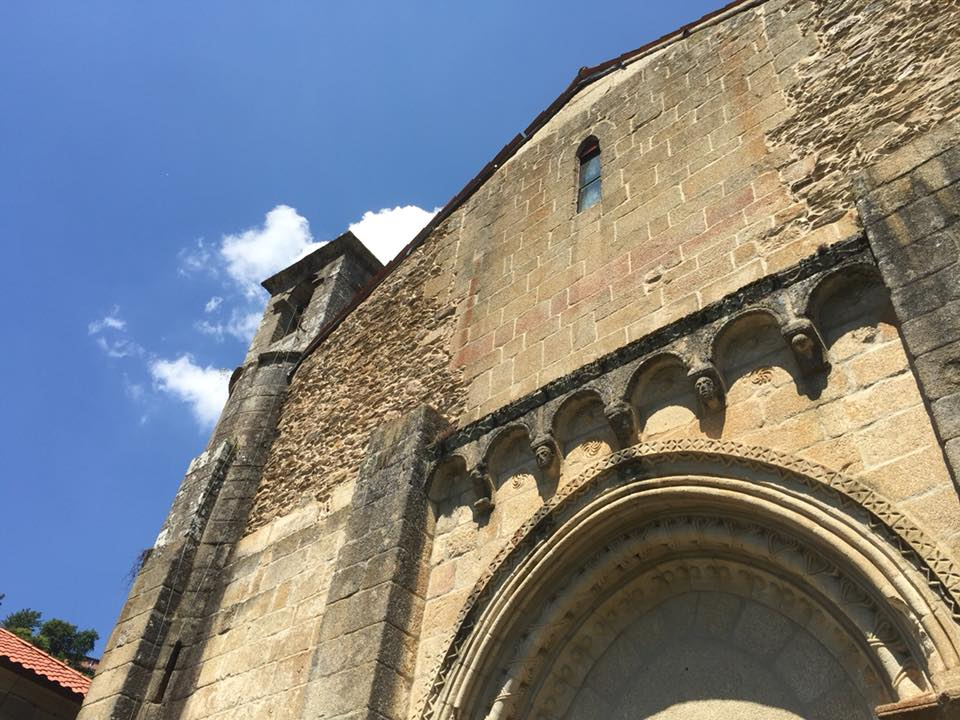
Hauptfassade
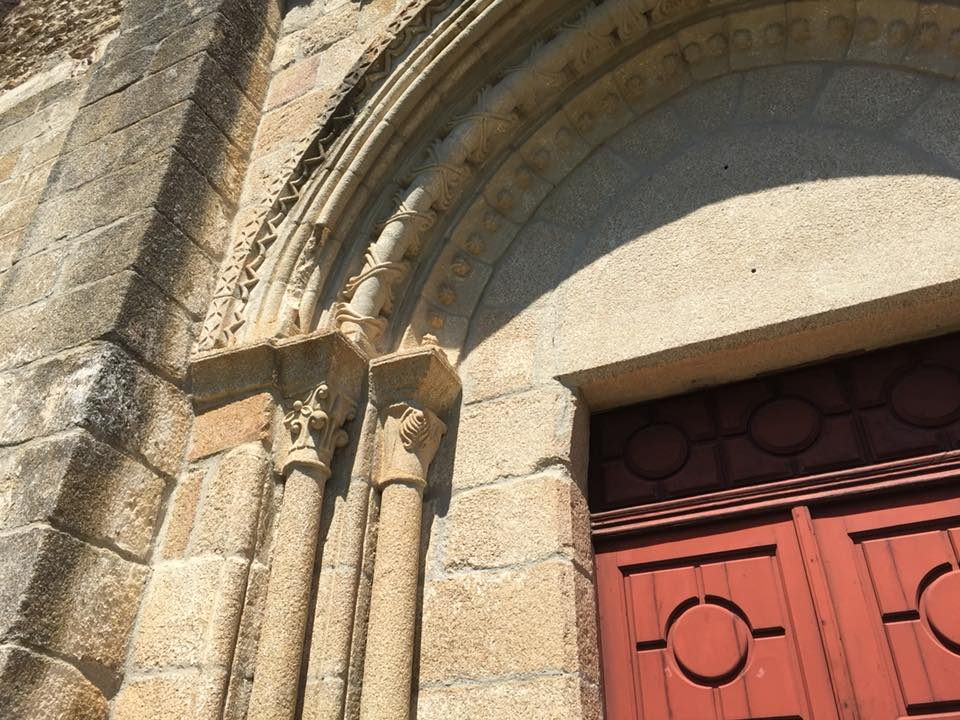
Kapitelle der Säulen am Eingangsportal
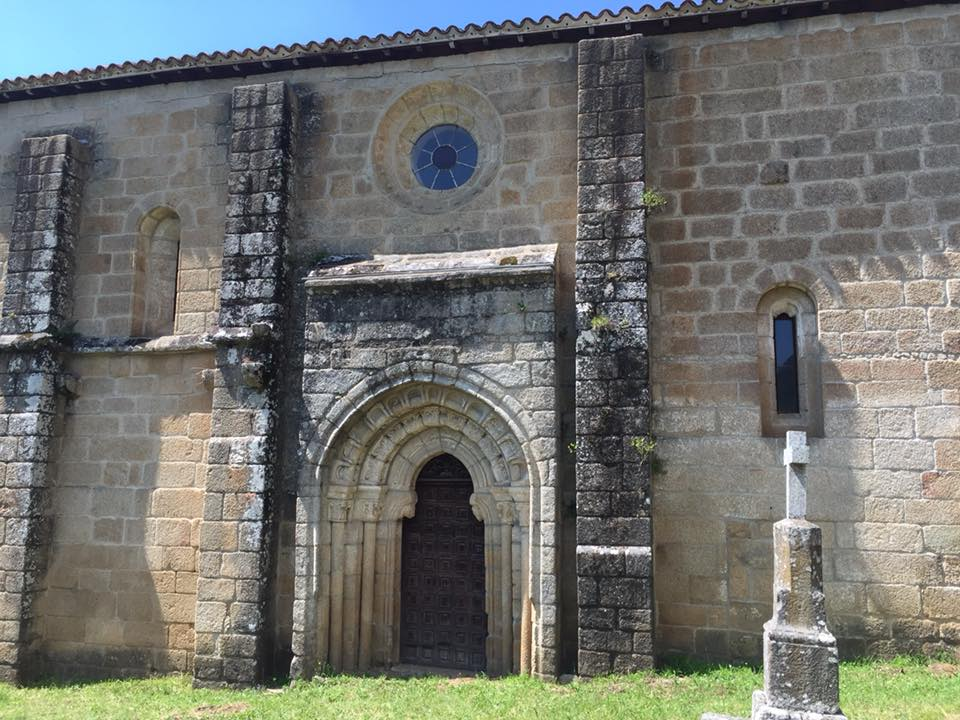
Seitliches Eingangsportal
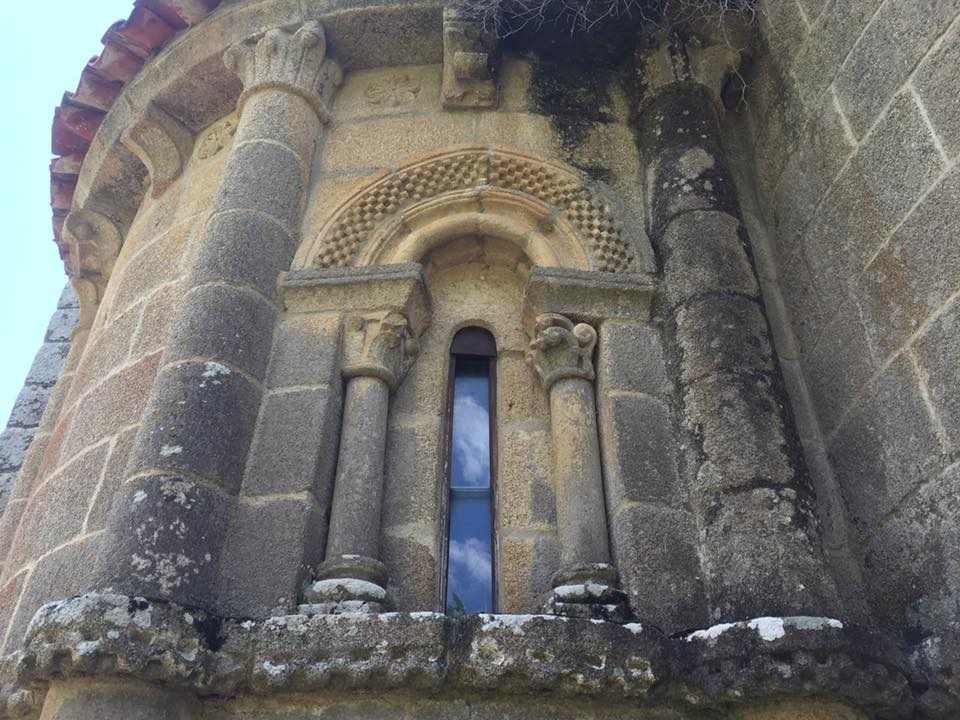
Fenster in der Apsis

### Ehemalige Klosterkirche San Fiz de Cangas
Sie gehörte einem Kloster von Benediktinerinnen. Das klösterliche Leben dauerte in San Fiz bis Ende des 15. Jahrhunderts, in dem die Nonnen dieses Ordens in Galicien in das Kloster San Paio de Antealtares in Santiago de Compostela versetzt wurden. Die Kirche ist in ihrer architektonischen Struktur außergewöhnlich. Ihr Bau stammt aus dem späten 12. und frühen 13. Jahrhundert und wurde später umfangreichen Umarbeiten unterzogen. Sie hat einen einschiffigen basilikalen Grundriss, ein Querschiff und ein Langhaus mit drei Apsiden. Das linke Querschiff wurde im 17. Jahrhundert umgebaut und in eine Kapelle der Herren von Torre Novaes umgewandelt. Darin sticht der Sarkophag des Ritters Rodrigo López de Quiroga hervor.
Die Kirche bewahrt zwei Altarbilder aus dem 18. Jahrhundert mit Heiligenskulpturen des Benediktinerordens. Mit der Kirche verbunden ist ein Kalvarienberg aus dem 14. Jahrhundert, der aus den Figuren des gekreuzigten Christus, der Jungfrau und des heiligen Johannes besteht und aus mehrfarbigem Holz gefertigt wurde. Das Original befindet sich derzeit im Museo de Arte Sacro de las Clarisas in Monforte de Lemos. Eine Kopie wird in einer kleinen Einfassung in der Nähe der romanischen Kirche ausgestellt. Die Kirche von San Fiz de Cangas wurde 1981 zum Nationaldenkmal (Bien de Interés Cultural) erklärt.

### Burg Masid

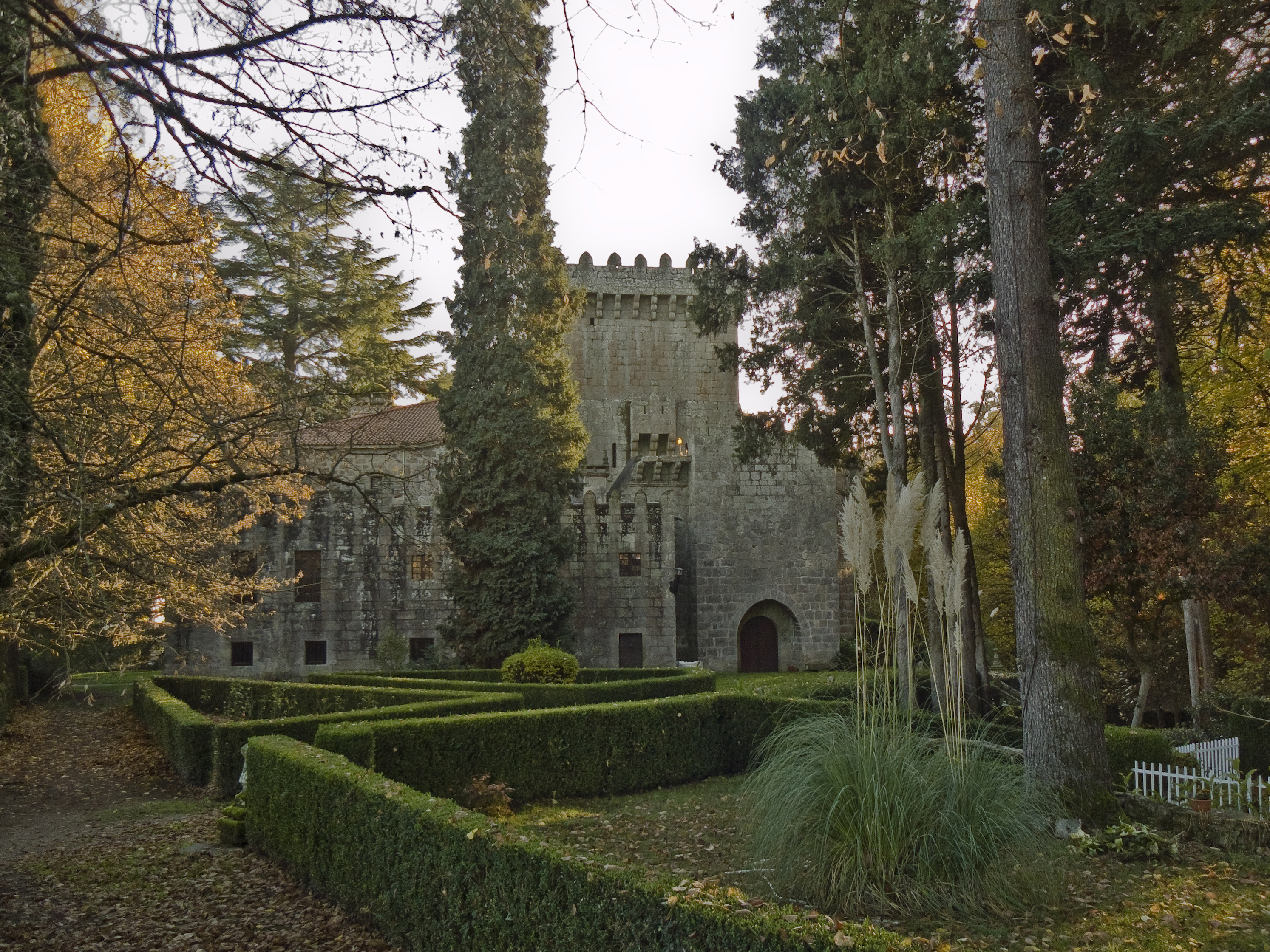
Burg Masid

Der ursprüngliche Bau der Burg stammt aus dem 11. Jahrhundert, erfuhr in späterer Zeit einige Umbauten, da sie während der Irmandinischen Revolte abgerissen wurde, die umfangreichsten im 14. und im 19. Jahrhundert. An der Fassade sticht ein Fenster im plateresken Stil hervor, das von zwei kannelierte Säulen eingerahmt wird, die von einem geschnitzten Sockel getragen und von einem halbkreisförmigen Tympanon in Form einer Jakobsmuschel gekrönt werden. Die Burg ist ein Beispiel mittelalterlicher Verteidigungsarchitektur mit einem angrenzenden Landhaus und einem quadratischen Bergfried mit Zinnen, dessen Eingänge von Rundbögen und Tympanon auf gemeißelten Konsolen eingerahmt sind. Die Burg ist nicht zu besichtigen. Sie ist seit 1994 als Bien de Interés Cultural eingeschrieben.

## Wirtschaft
| Ackerbau, Viehzucht und Fischerei                                                  | 079 | 011,42 |
| Industrie                                                                          | 079 | 011,42 |
| Bauwirtschaft                                                                      | 047 | 06,79  |
| Dienstleistungsbetriebe                                                            | 487 | 070,38 |
| Total                                                                              | 692 | 100,00 |
| * Daten aus dem Statistischen Amt für Wirtschaftliche Entwicklung in Galicien, IGE |     |        |

## Verkehr

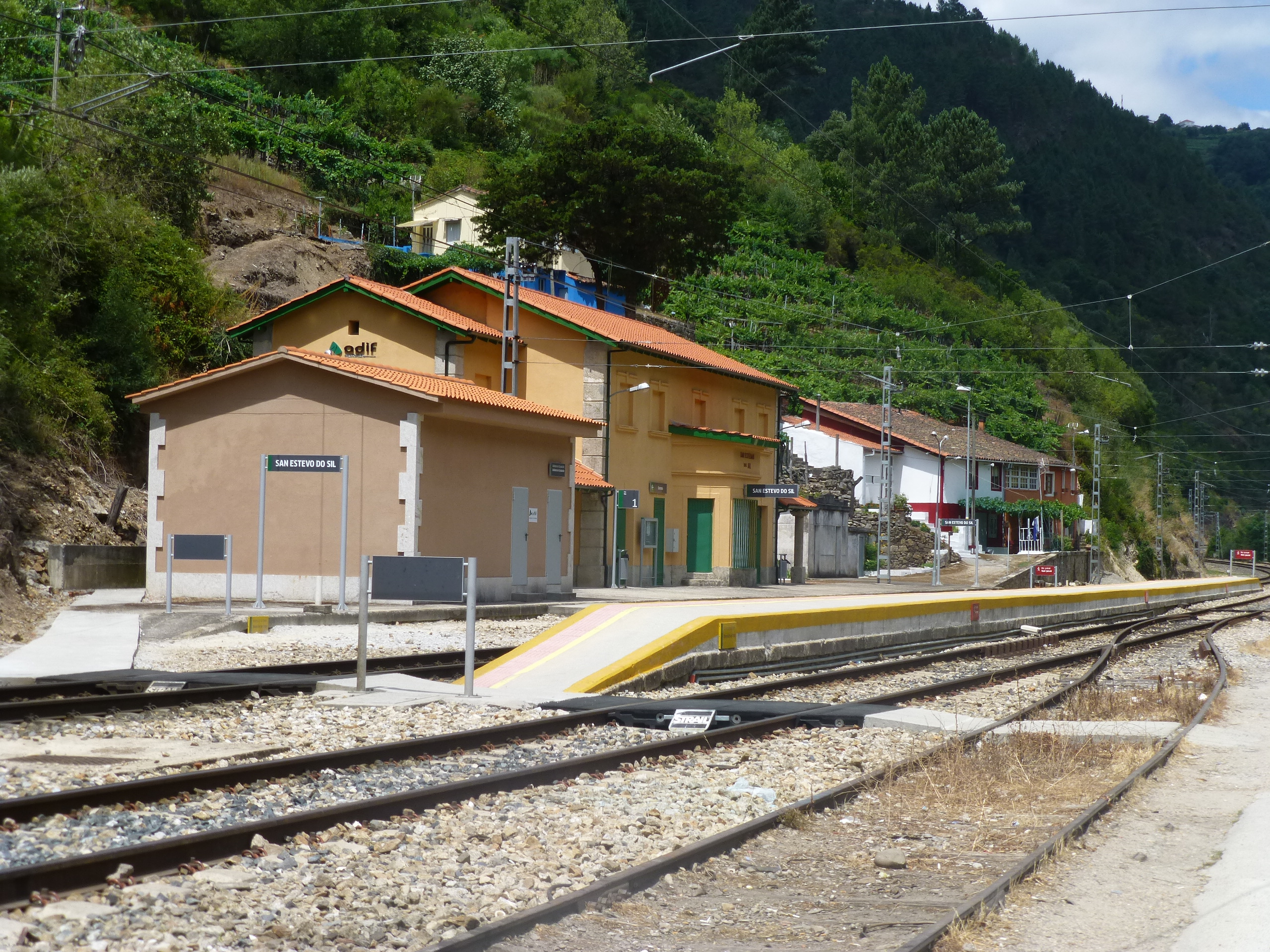
Haltepunkt San Estevo do Sil

Die Nationalstraße N-120 und die parallel verlaufende Nationalstraße N-120A durchqueren die Gemeinde und verbinden sie mit Ourense im Südwesten und Ponferrada über Monforte de Lemos im Osten, dort mit Anschluss an die Autovía A-6 von Madrid nach Arteixo. Weitere Straßenverbindungen sind die CP-4102 nach O Saviñao und die CP-5901 nach Sober.
Die Gemeinde liegt an einer Eisenbahnstrecke mit Haltepunkten in San Estevo do Sil in der Parroquia Frontón und San Pedro do Sil in der Parroquia Pombeiro. Von dort fahren Züge nach Vigo und Ponferrada über Monforte de Lemos.